# Florin Cîțu
Florin-Vasile Cîțu (n. 1 aprilie 1972, Râmnicu Vâlcea, România) este un politician și economist român, senator al circumscripției București. A fost cel de-al 69-lea prim-ministru al României, în perioada 23 decembrie 2020 – 25 noiembrie 2021, ministru al Finanțelor Publice în guvernele Ludovic Orban I și II, președinte al Partidului Național Liberal între 25 septembrie 2021 și 2 aprilie 2022 și președinte al Senatului între 23 noiembrie 2021 și 29 iunie 2022.
Guvernarea sa a purtat responsabilitatea gestiunii celui de-al doilea an al pandemiei de COVID-19, fiind marcată de eșecul campaniei de vaccinare împotriva SARS-CoV-2, de creșterea prețurilor la alimente, de criza energetică, de tensiuni constante cu partenerii de coaliție din Uniunea Salvați România și de lupta lui Cîțu cu Ludovic Orban pentru președinția Partidului Național Liberal.
În 5 octombrie 2021, Guvernul Florin Cîțu a fost demis în urma unei moțiuni de cenzură cu un numǎr record de 281 de voturi. A fost urmat de Guvernul Nicolae Ciucă, Cîțu fiind votat în schimb președinte al Senatului României de către coaliția de guvernare. A demisionat din funcția de președinte al PNL la 2 aprilie 2022 și a fost înlocuit de Nicolae Ciucă.

## Biografie
Florin Cîțu s-a născut în 1972 la Râmnicu Vâlcea, ca fiu al lui Vasile Cîțu, șofer, și al Elenei, merceoloagă, in sistemul cooperației. A copilărit în satul Tulei-Câmpeni în comuna Golești din Județul Vâlcea.

### Educație
Florin Cîțu este licențiat în științe economice, absolvind Grinnell College din Iowa, SUA în 1996. Pregătirea academică a acestuia a continuat cu un masterat în științe economice în cadrul Iowa State University, pe care l-a susținut în anul 2002.

### Activitate profesională
Florin Cîțu a ocupat postul de economist în cadrul Băncii Naționale a Noii Zeelande, între ianuarie 2001 și octombrie 2003, și în cadrul Băncii Europene de Investiții între noiembrie 2003 și decembrie 2004.
În cadrul ING Bank România, a activat ca economist șef, între ianuarie 2006 și ianuarie 2007, și șef al departamentului piețe financiare, între ianuarie 2007 și martie 2011. Cîțu a pierdut postul din cadrul ING România după reorganizarea departamentului din care făcea parte. Mișu Negrițoiu, directorul ING România din acea perioadă, care l-a recrutat, iar ulterior înlăturat pe Cîțu, l-a caracterizat pe acesta drept „un mic satrap, foarte învechit” care „nu știe să lucreze în echipă”. Cîțu a pierdut procesul intentat fostului angajator pentru concediere.
Între aprilie 2011 și octombrie 2016, Florin Cîțu a activat ca analist și consultant economic pe probleme de administrarea riscului de curs valutar și de dobândă și politică macroeconomică.

## Activitate politică
Florin Cîțu a fost ales senator pe listele PNL în circumscripția electorală nr. 42, București, cu prilejul alegerilor parlamentare din 11 decembrie 2016 și reales în urma alegerilor parlamentare din 2020. Anterior ocupării fotoliului de ministru al Finanțelor în Guvernul Ludovic Orban (1), acesta a fost membru al diverselor comisii din Parlamentul României specializate în teme financiare și economice.

### Ministru al Finanțelor Publice
Ca ministru al Finanțelor, Florin Cîțu a susținut o serie de politici economice moderat liberale, politica de taxare a statului rămânând stabilă pe parcursul mandatului său. Acesta nu s-a opus măsurilor de politică socială impuse de guvernele anterioare, promițând creșterea valorilor pensiilor de stat și alocațiilor de stat pentru copii.
Florin Cîțu și-a început mandatul de ministru al Finanțelor cu intenția de a lista la bursă CEC Bank și compania de energie Hidroelectrica, ambele deținute de statul Român prin Ministerul Finanțelor Publice, a doua fiind deținută parțial și de Fondul Proprietatea. Dificultățile cauzate de pandemia de COVID-19 și lipsa unei majorități parlamentare care să susțină o astfel de măsură au împiedicat-o. În iunie 2020, parlamentul, controlat de opoziția condusă de Partidul Social Democrat (PSD), a promulgat o lege care interzicea înstrăinarea participațiilor statului în orice societate în care are calitate de acționar, făcând imposibile listările la bursă a companiilor menționate.
Florin Cîțu a ocupat funcția de ministru al Finanțelor în contextul pandemiei de COVID-19 și recesiunii din 2020. A fost responsabil pentru programul economic menit să combată efectele recesiunii în România și să stimuleze creșterea economică. Programul a fost caracterizat de intervenționism economic, fiind acordate o serie de granturi societăților cu răspundere limitată, întreprinderilor mici și mijlocii și firmelor cu activitate agricolă. De asemenea, s-a căutat stimularea investițiilor prin acordarea de granturi pentru noi investiții și prin asigurarea creditelor pentru investiții. Măsurile cu impact social au inclus susținerea șomajului tehnic de către bugetul de stat, acordarea de granturi pentru formarea profesională a angajaților și încurajarea programului de muncă flexibil și a muncii de la distanță.
Rezultatele programului de stimulare economică au rămas incerte la finalul mandatului de ministru al Finanțelor al lui Florin Cîțu. În primele două semestre ale anului 2020, anterior măsurilor de susținere a activității economice, economia României a suferit a doua cea mai accentuată scădere din Uniunea Europeană. În urma măsurilor luate de Ministerul de Finanțe, România a suferit o creștere economică de 5,6%. Meritul programului de stimulare economică rămâne incert deoarece perioada de revenire economică a coincis cu perioada de relaxare a măsurilor de carantină generală.

### Prima desemnare ca prim-ministru al României
În urma demiterii prin moțiune de cenzură a Guvernului Ludovic Orban (1), Cîțu a fost desemnat de președintele Klaus Iohannis drept candidat la funcția de prim-ministru al României pe data de 26 februarie 2020.. Acest fapt a creat un conflict cu liderului PNL, Ludovic Orban, care își dorea în continuare funcția de prim-ministru. În urma acestui conflict, și datorită lipsei de susținere din partea PNL, Cîțu își retrage mandatul de premier desemnat pe data de 12 martie 2020. Acesta este reinvestit ca ministru al Finanțelor Publice în data de 14 martie 2020 în Guvernul Ludovic Orban (2).

### Prim-ministru al României

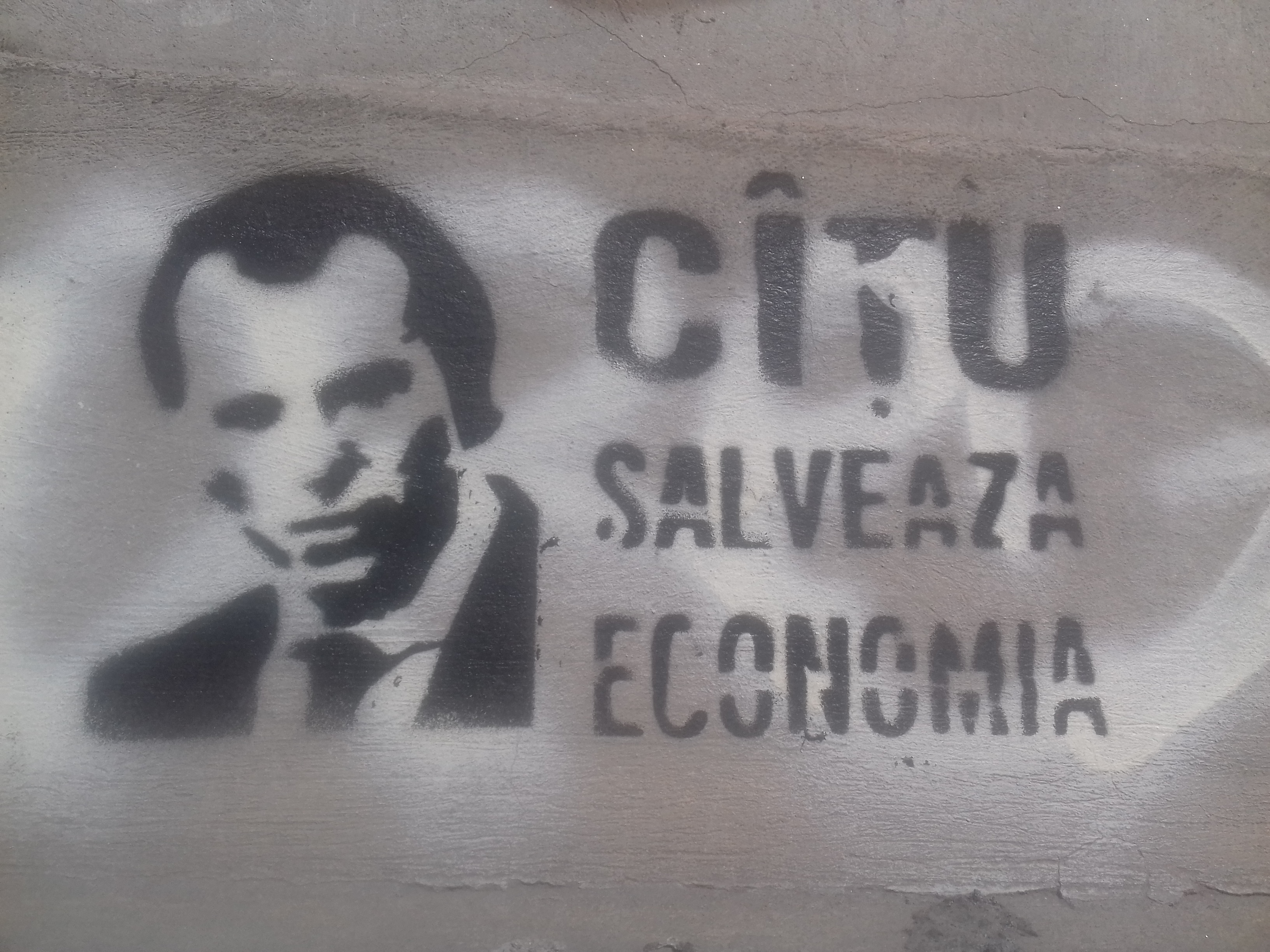
Grafitti cu imaginea lui Cîțu în București

În urma alegerilor parlamentare din 2020, coaliția formată din PNL, alianța USR-PLUS și UDMR l-a propus pe Florin Cîțu pentru funcția de prim-ministru al României. În data de 22 decembrie 2020, președintele Klaus Iohannis l-a desemnat pe Florin Cîțu candidat pentru funcția de prim-ministru al României, Guvernul Florin Cîțu fiind învestit în 23 decembrie cu 260 de voturi pentru și 186 împotrivă. Componența guvernului alcătuit de Cîțu a fost criticată pentru lipsa femeilor pe poziții ministeriale, cât și pentru numirea lui Sorin Cîmpeanu pe postul de ministru al Educației, care, de pe același post în Guvernul Victor Ponta, a propus legislație favorabilă plagiatorilor din sistemul universitar românesc.
În timpul mandatului său, a ocupat funcția de ministru interimar al Sănătății (între 14 și 21 aprilie 2021), în urma demiterii ministrului Vlad Voiculescu. La 8 iulie, a preluat pentru a doua oară funcția de ministru al Finanțelor Publice, de data aceasta interimar până la învestirea lui Dan Vîlceanu în 18 august, după ce ministrul precedent, Alexandru Nazare, a fost demis.
Propunerea înființării unui program de investiții, denumit Anghel Saligny, a fost o sursă majoră de neînțelegere în coaliția de guvernare. Membri USR au etichetat programul ca fiind o „invitație la furt” și l-au acuzat pe Cîțu că împarte bani publici administrațiilor locale conduse de membri PNL pentru ca aceștia să-l voteze la congresul partidului. Proiectul a fost adoptat prin ordonanță de urgență la 3 septembrie 2021.

#### Președinte al PNL
La 25 septembrie 2021, Cîțu a devenit președinte al Partidului Național Liberal, în urma înfrângerii președintelui în funcție, Ludovic Orban, în cadrul congresului partidului desfășurat la Complexul expozițional Romexpo din București. Atât Cîțu cât și președintele Klaus Iohannis și alți membri ai conducerii PNL au fost aspru criticați pentru încălcarea regulilor sanitare impuse de propriul guvern. Organizarea congresului cu prezența fizică a peste 5.000 de delegați a adus PNL-ului condus de Cîțu o amendă de 10.000 de lei.

#### Demiterea guvernului Cîțu
În urma unor conflicte repetate și a demiterii miniștrilor Vlad Voiculescu și Stelian Ion, USR PLUS își retrage toți miniștri din guvernul Cîțu pe 6 septembrie 2021 și depune o moțiune de cenzură. Guvernul Cîțu a fost demis pe 5 octombrie 2021, cu 281 de voturi, moțiunea de cenzură împotriva guvernului fiind cea mai larg votată de după revoluție până în acel punct. Ultima hotărâre luată de Cîțu ca premier a fost distribuirea unei sume de peste un miliard de lei din fondul de rezervă al Guvernului către administrațiile locale conduse de primarii coaliției PNL și UDMR, în detrimentul celor conduse de opoziția PSD și USR.

### Președinte al Senatului României
Pe data de 26 noiembrie 2021 Florin Cîțu a fost votat în funcția de Președinte al Senatului României. În această calitate, în contextul invaziei Rusiei în Ucraina a efectuat o vizită în aprilie 2022 la Hostomel, Irpin și Bucea, la invitația omologului său, președintele Radei Supreme, Ruslan Stefanciuk. Cîțu s-a mai întâlnit cu președintele Volodîmîr Zelenski, prim-ministrul Denîs Șmîhal și a ținut un discurs în cadrul Congresului Autorităților Locale și Regionale din Ucraina. A condamnat crimele de război comise de armata rusă, a subliniat că Rusia trebuie să plătească Ucrainei despăgubiri pentru prejudiciile masive provocate și și-a arătat susținerea pentru elaborarea unui plan pentru reconstrucție post-conflict a Ucrainei.
A demisionat din această funcție la data de 29 iunie 2022, fiind înlocuit pe o perioadă temporară de senatoarea PNL Alina Gorghiu, care va exercita funcția cu atribuții limitate.

## Controverse
Florin Cîțu a fost arestat în data de 3 decembrie 2000, în Comitatul Story, Iowa, acuzat de conducere sub influența alcoolului, având o alcoolemie de 0,161 la mie, limita legală în statul Iowa fiind de 0,08. Găsit vinovat, Cîțu a fost condamnat la 2 zile de închisoare, achitarea unei amenzi de 1.000 de dolari și a tuturor costurilor legale.
Pe 21 iulie 2008, Cîțu a fost dat în judecată a doua oară în SUA, din cauza neplății unei datorii de 6.698,73 de dolari către Maryland National Bank. Nefiind prezent în America și neputând fi localizat de către firma de investigații angajată de bancă, procesul împotriva lui Cîțu este suspendat. În perioada acestor evenimente, Cîțu era director de Piețe Financiare la ING Bank România.
În august 2021, au fost prezentate în presă mai multe inadvertențe din CV-ul oficial al lui Cîțu. Deși acesta susținea că a urmat un curs de master între anii 1997 și 1999, ulterior urmând studii doctorale până în anul 2002, Grinnell College a confirmat public că Florin Cîțu a terminat programul de master doar în anul 2002.